# 普拉夫斯克區

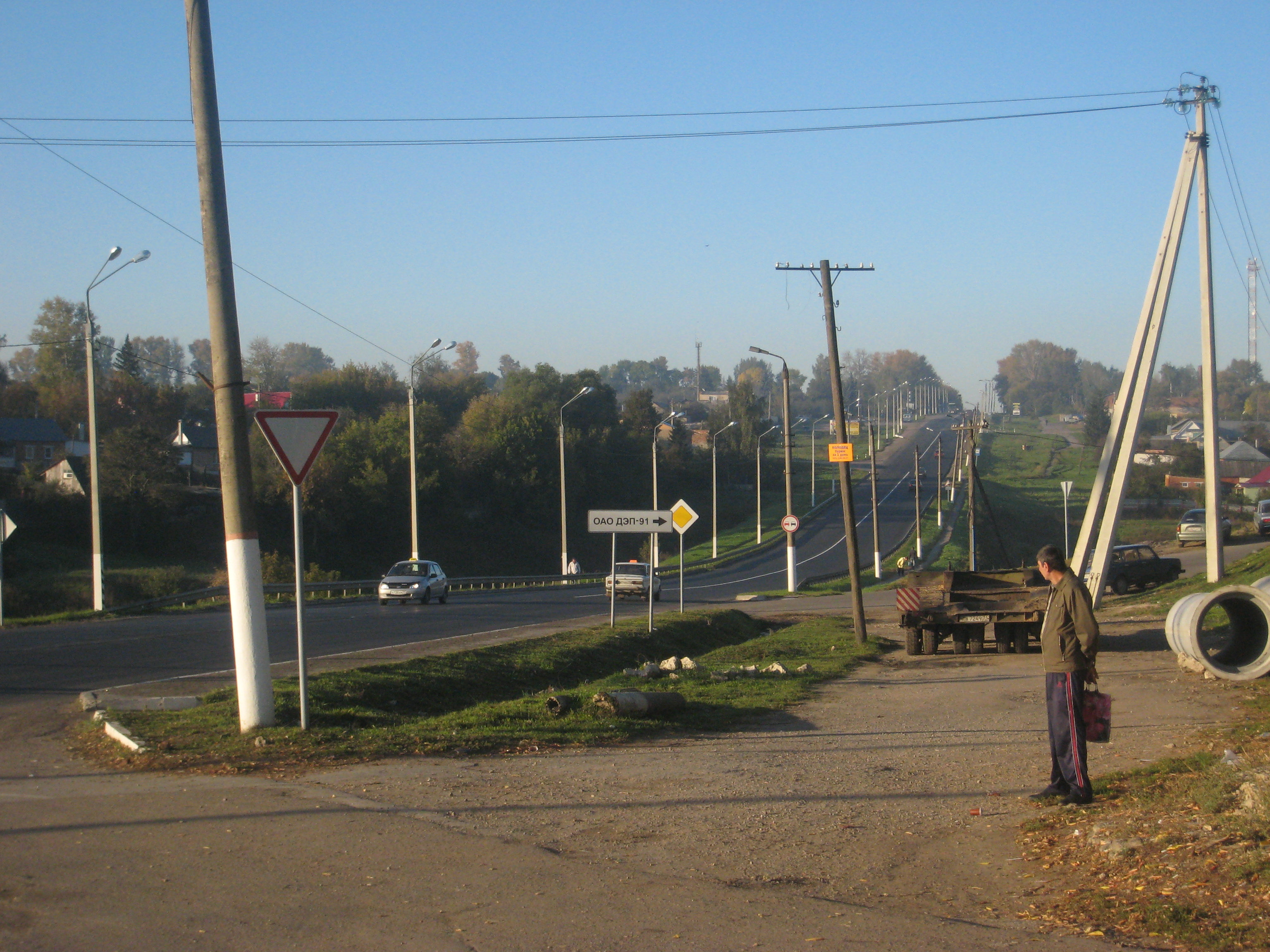

53°42′N 37°18′E / 53.700°N 37.300°E
普拉夫斯克區（俄语：Плавский район），是俄羅斯的一個區，位於該國西部，由圖拉州負責管轄，面積1,024.6平方公里，2010年該區人口27,778，人口密度為每平方公里27.11人。